# Onthophagus gurburra
Onthophagus gurburra är en skalbaggsart som beskrevs av Ross Storey och Bevan S. Weir 1990. Onthophagus gurburra ingår i släktet Onthophagus och familjen bladhorningar. Inga underarter finns listade i Catalogue of Life.